# Ağcagüney, Çarşamba
Ağcagüney là một thị trấn thuộc huyện Çarşamba, tỉnh Samsun, Thổ Nhĩ Kỳ. Dân số thời điểm năm 2010 là 2.095 người.